# Куявія
Куя́вія, Куябія, Куява або Куяба (араб. كويابة kūyāba) або  — одна з трьох груп русів, про які повідомляють арабські географи й історики X ст. ал-Істахрі та Ібн Хаукаль. Останній побував на півдні Каспію, де чув від прибульців з Хозарського каганату, які переселилися сюди, втікаючи від війська руського князя Святослава Ігоровича, розповіді про русів. У «Книзі шляхів і країн» (970) він свідчить, що руси поділялися на три групи, кожна з яких мала свого правителя і свою територію проживання. Відомості про три групи русів беруть початок, імовірно, у 2-й половині ІХ ст. Згідно з повідомленнями джерел, правитель першої з цих груп — власне Куяби, її землі розташовувалися найближче до Булгара Великого (столиці волзьких болгар), — сидів у місті, що звалося Куяба й було жвавим торгівельним осередком. Історики й досі дискутують з приводу локалізації міста Куяба і теренів проживання русів-Куяба. Найбільш логічно обґрунтованим є ототожнення Куяби з Києвом, а землі Куяба — із землею племінного союзу полян.

## Опис
Головним джерелом відомостей про союзи східнослов'янських племен є «Повість минулих літ». Хронологічна й територіальна невиразність її оповідей про розселення східних слов'ян стала однією з основних причин того, що вже довгий час у науці точаться суперечки стосовно повідомлень арабських і перських географів 9-10 ст. — аль Балхі, аль Істахрі, Ібн-Хаукаля та ін. про три державні групи русів: Куявію, Славію та Артанію з головними містами — відповідно Куявою (Куябою), Славією та Артою (Арсою). Відомості східних авторів, звичайно, надто загальні в хронологічному плані і малоконкретні в географічному, хибують на помилки й вигадки. Але в багатьох випадках їхні свідчення є унікальними. Крім того, названі праці базуються, як правило, на творах попередників 8, 7 і навіть 6 ст. Тому цими скупими відомостями не можна нехтувати. Чи не всі дослідники сходяться на тому, що Куявія і Куява — Київська земля з Києвом. Під назвою «Куяба» Київ з давніх-давен був відомий у багатьох арабських, а також візантійських і західноєвропейських джерелах. Славію звичайно прив'язують до землі ільменських словен, головним містом яких у 9 ст. став Новгород. Але не так давно академік Борис Рибаков висловив припущення, що м. Славією може бути Переяслав, розташований неподалік Києва. Рішуче розійшлися думки вчених стосовно Артанії. Різні історики бачили в Арті то Рязань, Тмуторокань, Чернігів, Білоозеро, Ростов Ярославський.

## Ібн-Хаукаль
А руси — варварський народ, що живе в стороні булгар, між ними і між слов'янами на річці Ітиль ... і те, що вивозиться від них (хозар) з меду і воску і бобрових шкур, це те саме, що вивозиться ними з країни русів і булгар. І ті шкури бобра, які везуть у всі кінці світу і яких немає ніде, крім як у північних річках, що в стороні булгар, русів і Куяба...

І русів три групи. Група, найближча до Булгару, і цар їхній у місті, на ім'я Куяба, і він більше Булгара. І група найбільш верхня з них, зветься ас-Славія, і цар їхній у місті Салау, і група їх, звана аль-Арсанія, і цар їхній сидить в Арсе, місті їхньому. І досягають люди з торговими цілями Куяби і околиць її. Що ж стосується Арси, то я не чув, щоб хто-небудь згадував про те, щоб чужинці досягали її, бо тамтешні вбивають всіх чужинців, які до них приходять. Самі ж вони спускаються по воді для торгівлі і не повідомляють нічого про справи свої і товари, і не дозволяють нікому йти за собою і входити до їхньої країни... Вивозять з Арси чорних соболів, чорних лисиць і олово (свинець?) І деяке число рабів.

### Монографії
- Грушевський М. С. Історія України-Руси. Том I. Розділ VII. Стор. 6.  [Архівовано 17 листопада 2019 у Wayback Machine.]
- Новосельцев А. П. Восточные источники о восточных славянах и Руси VI—IX вв. — М., 1965.  [Архівовано 14 квітня 2020 у Wayback Machine.]
- Duczko, W. Viking Rus: studies on the presence of Scandinavians in Eastern Europe. Leiden: Brill. 2004. p. 123. ISBN 90-04-13874-9.

### Статті
- Диба Ю. Географія початкової русі за східними джерелами // Княжа доба: історія і культура / [відп. ред. Володимир Александрович]; НАН України, Інститут українознавства ім. І. Крип'якевича. — Львів, 2016. — Вип. 10: Святий Володимир Великий 1015—2015. — 328 с. ISSN 2221-6294
- Боровський Я. Є. Куявія, Славія і Артанія за історичними та археологічними джерелами // Дослідження з слов'яно-руської археології. — К., 1976.
- Коновалова И. Г. Рассказ о трех группах русов в сочинениях арабских авторов XII—XIV вв. // Древнейшиие государства Восточной Европы. Материалы и исследования. 1992—1993 г. / М. : Издательство «Наука», 1995. С. 139—148.

### Довідники
- Котляр М. Ф. Куявія [Архівовано 14 квітня 2016 у Wayback Machine.] // Енциклопедія історії України : у 10 т. / редкол.: В. А. Смолій (голова) та ін. ; Інститут історії України НАН України. — К. : Наукова думка, 2009. — Т. 5 : Кон — Кю. — С. 548. — ISBN 978-966-00-0855-4.
- Куявія [Архівовано 17 листопада 2016 у Wayback Machine.] // Юридична енциклопедія : [у 6 т.] / ред. кол.: Ю. С. Шемшученко (відп. ред.) [та ін.]. — К. : Українська енциклопедія ім. М. П. Бажана, 2001. — Т. 3 : К — М. — 792 с. — ISBN 966-7492-03-6.
- Куявія // Історія державності та правові пам'ятки України: довідник / Т. А. Михайлів, Т. В. Михайлів. — Х. : Основа, 2013. — С. 37. — 93 с. — (Бібліотека журналу «Історія та правознавство» ; вип. 12 (120).
- Куявія (Куябія, Куяба) // Історія війн і збройних конфліктів в Україні: Енциклопедичний довідник / Ред. кол.: О. І. Гуржій (відп. ред.), А. В. Атрохов та ін.; Авт.-упоряд.: О. І. Гуржій та ін. — К.: Вид. гуманіт. л-ри, 2004. — С. 271. — ISBN 966-96500-2-Х.
- Гайдай Л. Історія України в особах, термінах, назвах і поняттях. — Луцьк: Вежа, 2000.
- Довідник з історії України. За ред. І. Підкови та Р. Шуста. — К.: Генеза, 1993. [Архівовано 23 травня 2012 у WebCite]
- Диба Юрій. Географія початкової русі за східними джерелами

## Інтернет-ресурси
- Перші Держави Слов'ян. Куявія.